# Conférence des recteurs des universités francophones d'Afrique et de l'océan Indien
La conférence des recteurs des universités francophones d'Afrique et de l'océan Indien (CRUFAOCI) est une structure panafricaine de type associatif qui regroupe des recteurs et présidents d'universités et d'institutions d’enseignement supérieur francophones.

## Missions
La CRUFAOCI a pour but d'établir et de proposer aux gouvernements des pays membres des programmes d'action dans le but de : 
- renforcer la coopération entre ses universités membres et des institutions de coopération (AUF, AUA, AIU, UNESCO, etc.),
- établir des liens d'échange entre les responsables des universités et des institutions membres,
- favoriser une concertation permanente entre ses membres et le CAMES,
- renforcer la coopération régionale en vue de l'intégration africaine en matière de recherche et de formation dans l'enseignement supérieur.

La CRUFAOCI constitue également un organe de consultation pour l'identification et la mise en place de pôles régionaux d'excellence au sein des institutions d'enseignement supérieur et des universités membres.

## Membres
La CRUFAOCI regroupe des universités et des institutions d'enseignement supérieur qui utilisent entièrement ou partiellement la langue française comme langue d'enseignement.
Ses membres sont répartis en trois régions géographiques :

### Afrique de l'Ouest[2]
- Université d'Abomey-Calavi
- Université de Parakou
- Université de Ouagadougou
- Université polytechnique de Bobo-Dioulasso
- Université de Koudougou
- Université de Cocody
- Université d'Abobo-Adjamé
- Université de Bouaké
- Université Gamal Abdel Nasser
- Université de Bamako
- Université Abdou-Moumouni
- Université Cheikh-Anta-Diop
- Université Gaston-Berger
- Université de Lomé
- Université de Kara

### Afrique centrale[3]
- Université de Buéa
- Université catholique d'Afrique centrale
- Université de Douala
- Université de Dschang
- Université de Ngaoundéré
- Université de Yaoundé I
- Université de Yaoundé II
- Université Marien-Ngouabi
- Université Omar-Bongo
- Université des sciences de la santé de Libreville
- Institut africain d'informatique
- Université des sciences et techniques de Masuku
- Université de Bangui
- Université Cardinal Malula
- Université catholique de Bukavu
- Université catholique du Graben
- Université Simon Kimbangu
- Université de Kinshasa
- Université Kongo
- Université de Mbuji-Mayi
- Université de Lubumbashi
- Université protestante du Congo
- Université William Booth
- Facultés catholiques de Kinshasa
- Université facultaire de science de l'information au Congo (UFASIC)
- Université de Ndjamena

### Océan Indien etGrands lacs[4]
- Université du Burundi
- Université populaire de l'Île Maurice
- Université de Toamasina
- Université de Toliara
- Université Nord Madagascar
- Université d'Antananarivo
- Université de Mahajanga
- Université de Fianarantsoa
- Université nationale du Rwanda

## Gouvernance
Son comité exécutif est composé d'un président, de trois vice-présidents (un représentant de l'Afrique de l'Ouest, un de l'Afrique centrale et un de l'océan Indien) et du secrétaire général du CAMES qui doit assurer le secrétariat de la Conférence.

### Présidence
En juillet 2010, le professeur Jean Koulidiati est nommé président de la CRUFAOCI.
En février 2020, Abiba Tidou Sanogo en est nommée présidente